# Vize (Musikprojekt)
Vize (stilisiert VIZE, auch Vize Music) ist ein deutsches Musikprojekt. Bekanntheit erlangte es 2018 durch die Single Glad You Came, die mit Gold ausgezeichnet wurde. Später folgten Platin-Singles wie Stars oder Close Your Eyes.

## Geschichte
Das Projekt wurde im Jahr 2018 von dem Schweriner DJ Mario Fiebiger als Gesicht des Projekts und dem in Berlin ansässigen Musikproduzenten Vitali Zestovskih gegründet. Der Name des Projekts besteht aus den ersten beiden Buchstaben des Vor- und Nachnamens von Zestovskih.
Im Juni 2018 erschien bei Kontor Records die Debütsingle Glad You Came, ein Cover des gleichnamigen Liedes von The Wanted aus dem Jahr 2011. Der Aufbau des Liedes ist stark an In My Mind von Dynoro und Gigi D’Agostino angelehnt. Das Lied entwickelte sich im Laufe des Jahres 2018 zu einem Clubhit im deutschsprachigen Raum, war allerdings zuerst kommerziell wenig erfolgreich. Erst im April 2019 stieg das Lied in Frankreich in die Musikcharts ein, einige Wochen später schaffte der Song es in die deutschen Charts.
Im Mai 2019 wurde die zweite Single Stars in Zusammenarbeit mit der deutschen Sängerin Laniia veröffentlicht. Sie erreichte mit Platz 18 in Deutschland und Platz 24 in Österreich die bisher höchsten Chartplatzierungen des Projekts. Die Single erreichte im November Gold-Status in Deutschland und Österreich.
Seit November 2019 ist Johannes Vimalavong anstelle von Mario Fiebiger Teil des Projekts. Am 22. November 2019 erschien mit Close Your Eyes eine Kollaboration mit dem deutschen DJ Felix Jaehn. Als Gastsängerin wurde die schwedische Sängerin Miss Li gewonnen. Das Elektropopstück über Gesundheitspsychologie erreichte in Deutschland Platz 21 der Singlecharts und wurde zum dritten Charterfolg für Vize.
Am 31. Januar 2020 veröffentlichten sie die Kollaboration Baby mit Capital Bra, unter dessen Alias Joker Bra. Das Lied erreichte auf Anhieb Platz eins der deutschen Singlecharts.
2020 folgten Zusammenarbeiten mit Felix Jaehn, Tom Gregory, Tujamo, Dieter Bohlen, Imanbek, Mark Forster, Rea Garvey, Leony und Alan Walker. Zeitweise stand das Projekt 2020 mit 5 Singles gleichzeitig in den deutschen Single-Charts. Im Jahr 2021 wurde die Single White Lies mit Tokio Hotel veröffentlicht.
Vize gelten als Mitbegründer des elektronischen Subgenres „Slap House“.
Im März 2021 entwickelte und veröffentlichte das Duo zusammen mit dem Berliner Newcomer Alott das neue Subgenre „Prock House“, das sich durch prägende Rockelemente kennzeichnen lässt. Die erste Single dieser Zusammenarbeit trägt den Namen End Of Slaphouse, wenige Wochen später folgte mit Away die zweite. Ebenfalls im März kündigten die Künstler das Erscheinen ihres gemeinsamen Debütalbums für den Mai an. Das Album mit dem Titel Prock House erschien am 7. Mai 2021.

## Diskografie
Studioalben

| Jahr | Titel Musiklabel   | Höchstplatzierung, Gesamtwochen, AuszeichnungChartplatzierungen (Jahr, Titel, Musiklabel, Platzierungen, Wochen, Auszeichnungen, Anmerkungen) | Höchstplatzierung, Gesamtwochen, AuszeichnungChartplatzierungen (Jahr, Titel, Musiklabel, Platzierungen, Wochen, Auszeichnungen, Anmerkungen) | Höchstplatzierung, Gesamtwochen, AuszeichnungChartplatzierungen (Jahr, Titel, Musiklabel, Platzierungen, Wochen, Auszeichnungen, Anmerkungen) | Anmerkungen                                 |
| Jahr | Titel Musiklabel   | DE | AT | CH | Anmerkungen                                 |
| ---- | ------------------ | --- | --- | --- | ------------------------------------------- |
| 2021 | Prock House Kontor | DE92 (1 Wo.)DE | — | — | Erstveröffentlichung: 7. Mai 2021 mit Alott |

## Belege
1. ↑  VIZE im SPUTNIK Popkult. In: mdr.de. Abgerufen am 1. August 2019.
2. ↑  Henry Einck: VIZE: “Glad You Came“-DJ im Interview. Abgerufen am 1. August 2019.
3. ↑  Discographie Vize. In: lescharts.com. Abgerufen am 1. August 2019.
4. 1 2  Chartquellen: DE AT CH
5. ↑  VIZE auf Instagram: „Gold for #Stars in Germany and Austria. We are so proud of all the people who are involved and thanks to everyone who supports us so much ❤…“ In: instagram.com. Abgerufen am 30. Dezember 2019.
6. ↑  https://archive.today/20191110143125/https://webcache.googleusercontent.com/search?q=cache:JuVgKs0HsjgJ:https://dusteddecks.de/artists/vize.html
7. ↑  https://web.archive.org/web/20191110140326/https://dusteddecks.de/artists/vize.html
8. ↑  Close Your Eyes / Felix Jaehn. In: listen.tidal.com. Abgerufen am 1. Dezember 2019 (englisch).
9. ↑  Close Your Eyes by Felix Jaehn & Vize (Single, Dance-Pop). In: rateyourmusic.com. Abgerufen am 1. Dezember 2019 (englisch).
10. ↑  Felix Jaehn: Das ist sein neuer Song „Close Your Eyes“. In: klatsch-tratsch.de. 30. November 2019, archiviert vom Original (nicht mehr online verfügbar) am 3. Dezember 2019; abgerufen am 1. Dezember 2019.  Info: Der Archivlink wurde automatisch eingesetzt und noch nicht geprüft. Bitte prüfe Original- und Archivlink gemäß Anleitung und entferne dann diesen Hinweis.
11. ↑  Felix Jaehn & Vize feat. Miss Li – Close Your Eyes (Single). In: offiziellecharts.de. Abgerufen am 1. Dezember 2019.
12. 1 2  Discographie Vize. In: hitparade.ch. Abgerufen am 4. Januar 2021.
13. ↑  VIZE in Dusted Decks (Memento vom 31. Oktober 2020 im Internet Archive)
14. ↑  DJ MAG Germany: VIZE & ALOTT verkünden das "End Of Slap House". Abgerufen am 13. April 2021.